# Abergwyngregyn
Abergwyngregyn, ou simplement Aber, est un village et une communauté du Gwynedd, au pays de Galles.

## Géographie
Abergwyngregyn est situé dans le nord du Gwynedd, dans le comté historique du Caernarvonshire, à 8 km à l'est de la ville de Bangor. Il se trouve près de l'embouchure de la Rhaeadr Fawr, un fleuve côtier qui se jette dans la baie de Conwy (en). La route A55 (en) et la North Wales Main Line passent au nord du village.

## Démographie
Au recensement de 2011, la communauté d'Aber comptait 240 habitants.